# Noelia Ferruz
Noelia Ferruz Capapey (Saragossa, 10 de maig de 1988), és una científica espanyola, líder d'un grup de recerca al Centre de Regulació Genòmica.
Filla d'un mecànic i una mestressa de casa, es va llicenciar en Química a la Universitat de Saragossa, i va continuar els seus estudis especialitzant-se en química computacional a la Universitat de Cambridge. Posteriorment va fer un màster en bioinformàtica i un doctorat en biomedicina, tots dos a la Universitat Pompeu Fabra. Ha treballat per empreses com Acellera Labs i Pfizer Inc, així com a Universitat de Bayreuth i a la Universitat de Girona. Ha sigut investigadora Ramón y Cajal i líder de grup a l'Institut de Biologia Molecular de Barcelona.
Actualment (2024) és líder d'un grup de recerca del Centre de Regulació Genòmica de Barcelona. La tardor de 2024 va rebre 1'5 milions d'euros de finançament del Consell Europeu de Recerca per treballar en un model d'intel·ligència artificial capaç d'analitzar diferents classes d'informació: el text de la seqüència d'una proteïna, una imatge tridimensional de la molècula resultant, així com recursos en vídeo amb diferents components, amb l'objectiu de facilitar el disseny de noves proteïnes.

## Premis i reconeixements
- 2022 - Programa Beatriu de Pinós[5]
- 2023 - Beques L'Oréal-Unesco per a dones i ciència[1]
- 2023 - Beca Leonardo.[4]